# (11568) 1993 GL
(11568) 1993 GL est un astéroïde de la ceinture principale d'astéroïdes découvert en 1993.

## Description
(11568) 1993 GL a été découvert le 14 avril 1993 à Kiyosato (Japon) par Satoru Ōtomo.

### Caractéristiques orbitales
L'orbite de cet astéroïde est caractérisée par un demi-grand axe de 2,87 UA, un périhélie de 2,78 UA, une excentricité de 0,03 et une inclinaison de 2,74° par rapport à l'écliptique. Du fait de ces caractéristiques, à savoir un demi-grand axe compris entre 2 et 3,2 UA et un périhélie supérieur à 1,666 UA, il est classé, selon la JPL Small-Body Database, comme objet de la ceinture principale d'astéroïdes.

### Caractéristiques physiques
(11568) 1993 GL a une magnitude absolue (H) de 12,8 et un albédo estimé à 0,031.